# Фиделизм в Чилоэ

Реконструкция полкового знамени, приписываемого батальону ветеранов Кастро.

Фиделизм в Чилоэ относится к политическому и культурному движению, которое существовало в провинции Чилоэ в Чили во время войн за независимость и характеризовалось сохранением верности королю Фернандо VII, когда нынешняя Республика Чили добивалась независимости от Испании.
Хотя присоединение Чилоэ к Чили в 1826 году ознаменовало конец испанской власти в этой провинции, спорадическое использование символов фиделизма продолжается и по сей день.

## История
Чилоэ начал колонизироваться испанцами в 1567 году, но позже он был изолирован от культурного развития остальной части страны в результате разрушения семи городов около 1600 года. С тех пор он породил островную культуру со своими особенностями, которая будет сильнее отдаляться от Чили после того, как в 1767 году он был отделен от генерал-капитанства Чили и присоединен к вице-королевству Перу.
В 1810 году, когда Чили начала свой путь к независимости, Чилоэ остался верен вице-королевскому правительству, и под его юрисдикцией был сформирован ряд ополчений, которые боролись против американской эмансипации в центральной зоне Чили, а в некоторых случаях и на части территорий современных Боливии и Перу.
После того, как 12 февраля 1818 года была провозглашена независимость Чили, войска роялистов отошли на юг страны, откуда они намеревались начать отвоевание утраченной территории. Однако в 1820 году были потеряны провинции Осорно и Вальдивия, а после битвы при Эль-Торо все территории к северу от реки Маульин. Хотя попытка аннексии Чилоэ была отражена, континентальная неудача означала практическую невозможность вернуть центральную зону страны для роялистской стороны и положила начало изолированному сопротивлению провинции Чилоэ.
В апреле 1824 года произошла новая попытка аннексии Чилоэ, которая в очередной раз была отбита силами Чилоэ в битве при Мокопульи. Тем не менее, в этом эпизоде континентальные форты Карелмапу, Кальбуко и Маульин оказались потеряны, что перевело Чилоэ в полностью изолированное состояние. К этой потере добавились события битвы при Аякучо в декабре того же года, которая ознаменовала конец вице-королевства Перу и превратила Чилоэ в изолированную военную провинцию.
Наконец, в январе 1826 года губернатор Антонио де Кинтанилья подписывает договор в Тантауко, которым закрепилось присоединение Чилоэ к Чили, почти через восемь лет после обретения этой страной независимости.

## Феномен

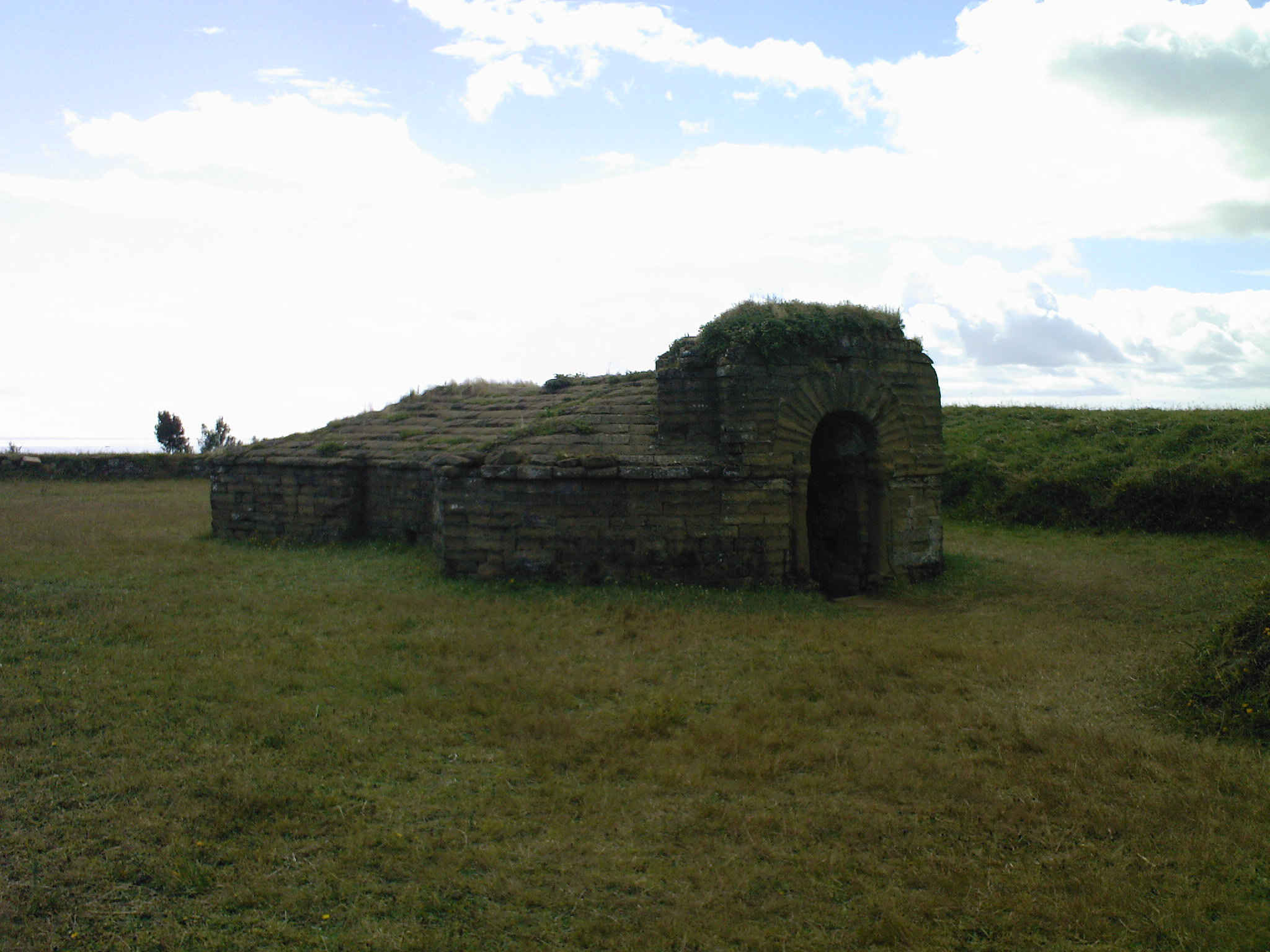
Форт Сан-Мигель-де-Ауи на полуострове Лакуй (Анкуд) был самой важной крепостью роялистов в Чилоэ.

Хотя Чилоэ был включен в состав Чили в 1826 году и никогда не предпринималось серьёзных попыток вновь включить эту территорию в состав Испании, в последующие десятилетия произошел ряд эпизодов, связанных с лояльностью, которую некоторые слои общества Чилоэ сохраняли по отношению к своей прежней метрополии. Были также случаи, когда, например, братья Леон и Сантьяго Барриентос после их службы в Королевской армии, продолжили свою военную карьеру в материковой части Испании.

### XIX век
Через четыре года после аннексии, в январе 1830 года, был проведен судебный процесс против жителей Анкуда Хосе Миральеса и Андреса Альяги за то, что они «сказали слова против патриотической системы» во время общественного собрания, среди выражений которых упоминается восклицание «Да здравствует Король !», оставив свидетельства существования фиделизма в первые годы чилийского управления и последующего республиканского подавления этого явления. Три года спустя Чарльз Дарвин посетил Чилоэ и вместе с подробной характеристикой флоры и фауны острова вступает в диалог с общиной уильиче из Кукао. Из этих разговоров британский натуралист подчеркнул резкость обращения с ними со стороны чилийских властей и ностальгию, которую они испытывали по королевскому правительству.
В 1866 году, в контексте Первой тихоокеанской войны, в которой Чили, Боливия и Перу столкнулись с Испанией, испанские фрегаты совершили несколько вторжений через каналы Чилоэ, где скрывался чилийско-перуанский флот. В этих поездках испанские моряки зафиксировали несколько эпизодов, в которых население Чилоэ приняло их с большим радушием и выразило свою ностальгию по колониальной эпохе. До этого конфликта также имел место Complot Antil, сорванный заговор групп уильиче, связанных с Recta Provincia, которые стремились содействовать вхождению Чилоэ в состав Испании в ходе войны.
В 1871 году, когда война закончилась, чилийский моряк Франсиско Видаль Гормас снова посетил этот район и рассказал, как на островах архипелага Кальбуко население все ещё сохраняло большую лояльность к испанскому правительству, и что после его взаимодействия с фрегатами в 1866 году они все ещё надеялись, что Испания восстановит контроль над территорией.

### XX и XXI века

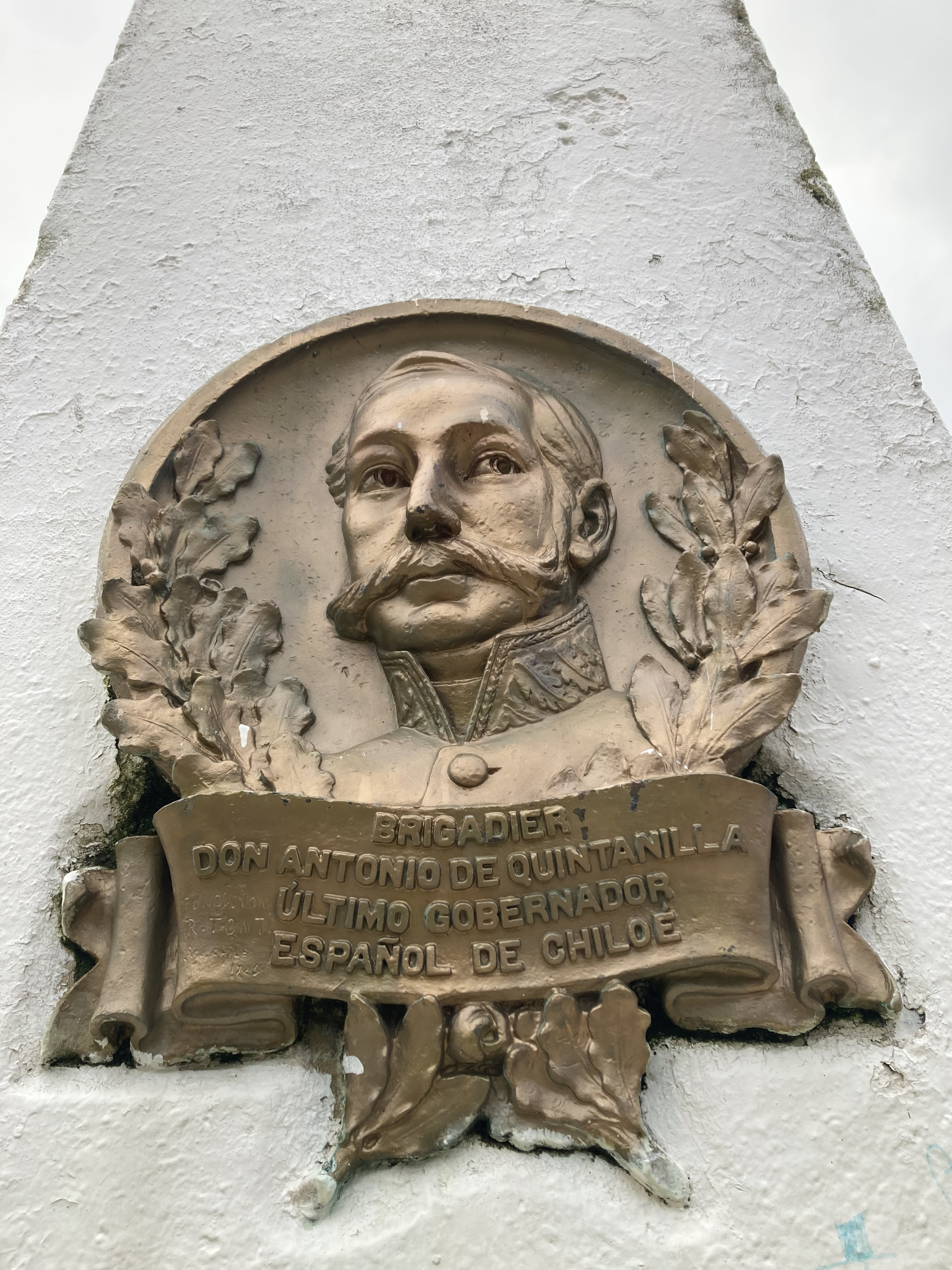
Памятный медальон в честь Антонио де Кинтанилья в Анкуде.

С постепенной смертью свидетелей независимости фиделизм постепенно исчез из этого района и превратился в свидетельство существования в культуре и традициях. Примером этого является анкудитанский писатель Абраам де Сильва-и-Молина, который в 1894 году написал короткую работу о колониальной ностальгии некоторых чилотов, а в 1901 году Педро Пабло Фигероа изобразил их монархистами, приверженцами и верными идее, что единственное законное правительство Чилоэ было колониальным.
В «Diccionario manual isleño» Франсиско Кавады, работе 1921 года по словарному запасу испанского языка острова Чилоэ, записано, что в то время слово «chileno» (чилийцы) относилось к жителям центральной и северной части Чили и что «Чили» понималось как территория к северу от Вальдивии.
В 1926 году, через сто лет после присоединения Чилоэ к Чили, был воздвигнут обелиск с изображением Антонио де Кинтанилья, последнего испанского губернатора Чилоэ, а в некоторых приходах были совершены мессы в его честь, короля Фердинанда VII и тех, кто пал в войнах за независимость, хотя это было скорее символическим актом признания истории области.
Хотя в течение XX века это культурное проявление кануло в лету, в 2006 году о нём снова вспомнили, когда во время серии демонстраций против решения правительства Мишель Бачелет не строить мост Чакао мэр Кастро выступил впереди прессы с испанским флагом, указав, что, было бы лучше, если бы Чилоэ не был включен в состав Чили в 1826 году.
В мае 2016 года, во время протестов против кризиса, вызванного «красным приливом», монархистский флаг снова вызвал споры, хотя на этот раз это был флаг, приписываемый Батальону ветеранов Кастро, роялистскому ополчению из Чилоэ, действовавшему в этом районе до 1826 года.